# René Bouillot
Pour les articles homonymes, voir Bouillot.
René Bouillot, né le 10 décembre 1930 à Paris et mort dans cette même ville le 13 août 2013, est un journaliste et expert photographique français. 

## Biographie
Diplômé de l'École nationale supérieure Louis-Lumière à Paris dans la promotion 1949, René Bouillot est chef du service audiovisuel du groupe Thomson. Il est l'auteur de nombreux livres et articles de techniques et de vulgarisation sur la photographie et la vidéo.

## Publications
- Moyens et grands formats, Paris, Paul Montel, 1971, 171 p.
- L'Objet et son image : photographie industrielle et publicitaire..., Paris, Paul Montel, 1974, 143 p. (ISBN 2-7075-0023-2)
- Le Visage et son image : le portrait photographique..., Paris, Paul Montel, 1977, 119 p. (ISBN 2-7075-0060-7)
- La Pratique des 24 × 36 non reflex, Paris, Paul Montel, 1980, 158 p. (ISBN 2-7075-0106-9, OCLC 465312935)
- La Pratique du flash, Paris, Paul Montel, 1981, 141 p. (ISBN 2-7075-0114-X)
- La Pratique des reflex 24 × 36, Paris, P. Martel, 1985, 315 p. (ISBN 2-7075-0174-3, OCLC 416584964)
- Le Livre des reflex 24 × 36, Paris, P. Zech, 1987
- Cours de photographie : technique et pratique, Montrouge, Radio, 1991, 206 p. (ISBN 2-10-000325-9)
- Cours de photographie numérique : principes, acquisition, stockage, Paris, Dunod, 344 p. (ISBN 978-2-10-051990-3)
- La Pratique du reflex numérique, Paris, VM, 469 p. (ISBN 978-2-212-67317-3)
- Guide pratique de l'éclairage : cinéma, télévision, théâtre, Paris, Dunod, 2007, 232 p. (ISBN 978-2-10-051244-7)
- René Bouillot et Bernard Martinez, Le Langage de l'image, Paris, VM, 2000, 199 p. (ISBN 2-86258-207-7, OCLC 301644333)
- Cours de traitement numérique de l'image, Paris, Dunod, 2005, 236 p. (ISBN 978-2-10-005540-1, OCLC 77035215)
- René Bouillot et Gérard Galès, Cours de vidéo, Paris, Dunod, 2008, 440 p. (ISBN 978-2-10-005543-2, OCLC 471025447)
- René Bouillot et Clarke Drahce, Le Portrait photographique, Paris, Dunod, 2011, 224 p. (ISBN 978-2-10-050602-6 et 2-10-050602-1)